# Stanford Encyclopedia of Philosophy
La Enciclopedia de filosofía de Stanford (Stanford Encyclopedia of Philosophy, SEP) es una enciclopedia filosófica en línea de libre acceso mantenida por la Universidad de Stanford. Cada entrada es redactada y mantenida por un experto en la materia, incluidos profesores de muchas instituciones académicas alrededor del mundo, y se publica después de someterse a una evaluación de revisión por pares.

## Funcionamiento
Cada entrada es escrita y mantenida por un experto en el tema, incluyendo a profesores de más de 65 instituciones académicas alrededor del mundo. Además de su condición en línea, la enciclopedia utiliza el enfoque académico tradicional de la mayor parte de enciclopedias y revistas académicas para lograr estándares de calidad por medio de: autores especialistas seleccionados por un editor o un comité editorial, el cual es competente (aunque no necesariamente sea especialista) en el tema tratado por la enciclopedia; y el mecanismo de evaluación por medio de la revisión por pares.
Los autores que contribuyen a la enciclopedia autorizan a la Universidad de Stanford a publicar los artículos, pero conservan los derechos de autor de los mismos.

## Historia
La enciclopedia fue creada en 1995 por Edward N. Zalta, con el propósito principal de proporcionar una enciclopedia dinámica, actualizada regularmente, y que de esta forma no permanezca fechada a la manera de las enciclopedias impresas. La concepción de la enciclopedia permite la presencia de artículos rivales para un único tema, de modo que se reflejen los desacuerdos razonados entre académicos.
A fecha de 5 de agosto de 2022, la SEP contaba con 1.774 entradas publicadas.

## Financiación
La enciclopedia se desarrolló inicialmente con fondos públicos del Fondo Nacional para las Humanidades (NEH) y la Fundación Nacional de Ciencias (NSF).
Un plan de recolección de fondos a largo plazo con el fin de asegurar el libre acceso a la enciclopedia está apoyado a nivel mundial por varias universidades y consorcios de bibliotecas. Dichas instituciones contribuyen bajo un plan formulado por la SEP en colaboración con la Coalición de publicaciones académicas y recursos académicos (SPARC), la International Coalition of Library Consortia (ICOLC) y la Southeastern Library Network (SOLINET), con fondos equiparados por la NEH.